# Movimiento 19 de abril
El Movimiento 19 de Abril, conocido por su acrónimo M-19 o simplemente «El Eme», fue una organización guerrillera urbana colombiana, surgida después de las irregularidades en las elecciones presidenciales del 19 de abril de 1970, que dieron como ganador al oficialista del Frente Nacional Misael Pastrana Borrero sobre el candidato opositor Gustavo Rojas Pinilla, y que derivaron de un supuesto fraude electoral orquestado por el alto gobierno junto a los partidos tradicionales. El movimiento participó en el Conflicto armado interno de Colombia desde enero de 1974 hasta su desmovilización en marzo de 1990. El grupo se especializó como guerrilla urbana, y en los llamados 'golpes de opinión'.
Fue fundado en 1973, por comunistas, exguerrilleros de las Fuerzas Armadas Revolucionarias de Colombia (FARC) y miembros de la Alianza Nacional Popular (ANAPO), entre otros. Las ideologías del movimiento guerrillero fueron inspiradas por el marxismo, la revolución cubana y se movieron hacia el bolivarianismo,castrismo, nacionalismo y el socialismo democrático con el movimiento político Alianza Democrática M-19.  Actuaron en conjunto con otros grupos guerrilleros, en algunas ocasiones como parte de la Coordinadora Nacional Guerrillera (creada en 1984) y la Coordinadora Guerrillera Simón Bolívar (creada en 1987).
En enero de 1974 pagaron pautas publicitarias días antes de darse a conocer a la opinión pública mediante una campaña de intriga, por lo que despertaron la curiosidad de la población en general. Entre sus acciones armadas más conocidas fueron: el Robo de la espada de Bolívar (con el que se dieron a conocer) en 1974, el Robo de armas del Cantón Norte en 1979, la Toma de la Embajada de la República Dominicana en 1980, el hundimiento del barco El Karina, el secuestro al avión de Aeropesca y el secuestro de Martha Nieves Ochoa en 1981, la Batalla de Yarumales en 1984, la Toma del Palacio de Justicia en 1985 (que marcó un punto de inflexión en su historia, al ser tomado por este grupo y la retoma por la Fuerza Pública terminó con el incendio del edificio, la muerte de los magistrados de la Corte Suprema de Justicia, de varios guerrilleros, militares y civiles, y la desaparición de 11 personas), el Batallón América en 1986 (con el Movimiento Armado Quintín Lame, Alfaro Vive Carajo de Ecuador y el  Movimiento Revolucionario Tupac Amaru de Perú), la conformación de la Coordinadora Guerrillera Simón Bolívar en 1987 y realizaron varios secuestros a políticos, diplomáticos, empresarios y periodistas. 
Participaron en dos acuerdos de paz: los Acuerdos de Corinto, Hobo y Medellín en 1984, y el proceso de paz que finalizó con el Acuerdo de paz entre el gobierno colombiano y el M-19 el 8 de marzo de 1990, se convirtió en un movimiento político conocido como Alianza Democrática M-19 (AD-M-19), fue una de las fuerzas políticas más importantes en la Asamblea Nacional Constituyente de 1991. El éxito cosechado en éstas negociaciones de paz también ha sido un referente en la historia de Colombia, los miembros del M-19 le pidieron perdón al pueblo colombiano y entraron a la vida civil. El movimiento Alianza Democrática M-19 desapareció oficialmente en la década de 2000, cuando su base social se disolvió, al pasar algunos de sus miembros a otros movimientos políticos, y en otros casos, fundando nuevas agrupaciones políticas, tales como el Polo Democrático Alternativo con Antonio Navarro (derivado de la ANAPO), la Colombia Humana, liderada por el actual presidente de Colombia Gustavo Petro, y el cambio o unión a otros partidos políticos de algunos de sus líderes, como por ejemplo Everth Bustamante al unirse al partido Centro Democrático.

## Antecedentes
El 13 de junio de 1953, el general Gustavo Rojas Pinilla propinó el único golpe de Estado exitoso en Colombia en el siglo XX, al gobierno conservador de Laureano Gómez, en el cual no se disparó ni un solo tiro. Tras muchas vicisitudes, Rojas renunció al poder el 10 de mayo de 1957 y se instauró una junta militar como gobierno de transición. Los partidos políticos tradicionales (liberal y conservador) crearon una coalición llamada Frente Nacional, con la idea de terminar con la violencia bipartidista que azotaba al país, también pretendían garantizar su alternancia en el poder y el reparto de los cargos burocráticos por partes iguales. Tras renunciar, Rojas viajó a República Dominicana y allí recibió asilo político de parte del gobierno del dictador Rafael Leónidas Trujillo. Regresó a Colombia en 1962 y fundó la Alianza Nacional Popular (ANAPO) que sería uno de los pocos movimientos que pudo participar en elecciones contra el Frente Nacional.
Para 1970, Rojas se había transformado en un caudillo popular y se presentó a las elecciones presidenciales del 19 de abril de 1970, enfrentándose al candidato del Frente Nacional Misael Pastrana. Las elecciones resultaron bastante reñidas y el resultado oficial fue de 1 625 025 votos por Pastrana y 1 561 468 votos por Rojas. En consecuencia, la Corte Electoral proclamó a Pastrana como presidente para el periodo 1970-1974; no obstante, las denuncias por fraude no se hicieron esperar ante el suceso de la interrupción de la transmisión del escrutinio total, cuando el ministro del gobierno de Carlos Lleras Restrepo, Carlos Augusto Noriega ordenó a las estaciones abstenerse de divulgar resultados globales, puesto que estas obtenían la información, con más rapidez que la propia Registraduría, exhortándoles a esperar a que esta diera el veredicto definitivo, hecho que se postergó hasta el día siguiente con el conteo final, cuando la victoria, que para Rojas Pinilla parecía segura, pasó a ser de Misael Pastrana. Rojas, pese a reclamar la presunta manipulación de votos a través de su abogado y ante los medios de comunicación, se le dictó arresto domiciliario. 

## Historia armada

### Inicios
Tras la muerte de Rojas, la Alianza Nacional Popular (ANAPO) pasa a ser dirigida por María Eugenia Rojas. El ala socialista de la ANAPO (inicialmente denominada Comuneros y conformada por los fundadores del M-19) entró en desacuerdos con el ala derechista de la organización y, tras la expulsión de varios de sus miembros, conforman la ANAPO socialista en 1976, y el partido de la ANAPO se disolvería años después. En el comunicado "M-19: Nacimiento y principios", el grupo menciona que, desde abril de 1970, tenían la convicción de pasar a la lucha armada, adjudicándose el mote de "el brazo armado del pueblo anapista".

#### Comuneros y miembros fundadores
El movimiento Comuneros fue fundado en 1970, como una respuesta a lo que sus miembros consideraron un fraude electoral en las elecciones presidenciales del 19 de abril de 1970, en las cuales Misael Pastrana Borrero fue declarado vencedor sobre Gustavo Rojas Pinilla. Este supuesto fraude electoral fue utilizado por los fundadores del movimiento como un argumento para justificar su decisión de emprender la lucha armada contra el Estado colombiano.
El M-19, desde sus inicios, tuvo una composición heterogénea que incluía antiguos militantes de otros grupos guerrilleros como las Fuerzas Armadas Revolucionarias de Colombia (FARC), el Ejército de Liberación Nacional (ELN), el Frente Unido de Liberación - Fuerzas Armadas de Liberación (FAL-FUL), Pijao Rebelde y activistas políticos urbanos. Su discurso inicial giró en torno a la defensa de la voluntad popular y el establecimiento de un modelo de "democracia directa" al que denominaron "Socialismo a la colombiana" Producían una revista denominada Comuneros, sus primeras reuniones fueron en Bogotá y Cali.
En 1973, fecha de su primera conferencia, toman el nombre de Movimiento 19 de abril, propuesto por Álvaro Fayad. Entre los Comuneros, estuvieron Jaime Bateman Cayón, alias El Flaco o Pablo; Álvaro Fayad Delgado, alias El Turco o David; Iván Marino Ospina, alias Felipe; Luis Otero Cifuentes; Carlos Toledo Plata; Augusto Lara Sánchez; Rosemberg Pabón; Guillermo Elvecio Ruiz Gomez; Gustavo Arias Londoño, alias Boris; Carlos Pizarro Leongómez; Germán Rojas, alias Raúl;  María Eugenia Vásquez, alias La Negra; Yamel Riaño; Isidro Antonio Merchan (Golconda y grupo de Teatro la Mama); Miguel Ángel Proaño, entre otros. 
A la primera conferencia se suman algunos miembros que venían de trabajar con el grupo sacerdotal la "Golconda", bajo la orientación de lo que se conocería como Teología de la liberación, y artistas de la experiencia colectiva en el Teatro La Mama de Bogotá.
Se sumaron en esta etapa fundacional Helmer Marín Marín; Gladys López, alias La Chola; Vera Grabe; Antonio Navarro Wolff; Carlos Duplat (Golconda y Teatro la Mama); ; Nelson Osorio Marín (Los Comuneros y Teatro la Mama); René Peñalosa, Alfonso Castro; Jorge Díaz Russi; Carlos Sánchez; Olga López J.; Sergio Betarte; Armando Orozco Tovar; Jorge Armando; Rubén Carvajalino; Slendy Puentes, Humberto Ruiz; Afranio Parra; Esmeralda Vargas; Arjaid Artunduaga Rodríguez; Otty Patiño; Gabriel Gómez; Peggy Kielland (Partido Comunista y Teatro la Mama); alias el 'Mono Chocón'; Jaime Bermeo; Luis Eduardo Morón; Rosalba Sanchez; Rafael Arteaga Giraldo; Luis Hernando Chara; Israel Santamaría; Andrés Almarales; Everth Bustamante García; Iván Jaramillo; Sebastián Aricapa; José Gregorio Lozano; Sorayda Tellez Mosquera; Gerardo Quevedo; Pedro Pacho; José Cortés; entre otros.

#### Campaña de propaganda

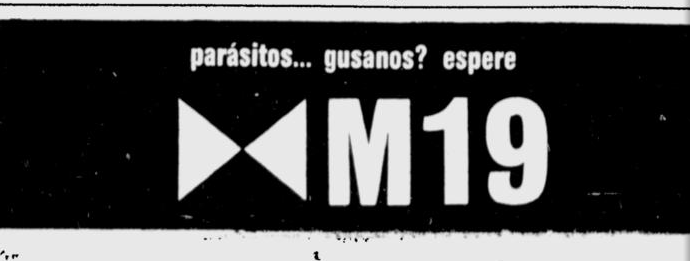
Anuncio publicitario del M-19 en el periódico El Tiempo el 17 de enero de 1974.

El M-19 desplegó una campaña de propaganda disfrazada de avisos farmaéuticos en varios periódicos de Bogotá a través de anuncios de fondo negro que contenían una pequeña frase asociados a la industria de farmacéutica con el objetivo de pasar por desapercibidos, mensajes como "Falta de energía... Inactividad? espere", "parásitos... gusanos? espere", "decaimiento... falta de memoria? espere" o "ya llega", mucha gente pensó que se trataba de un nuevo jarabe o remedio, fue seguida por un símbolo de dos triángulos unidos y la sigla M-19.En realidad se trataba del anuncio de su llegada, para la mayoría de colombianos en esos tiempos, este tipo de mensajes fueron percibidos con miedo y zozobra pues fue visto como propaganda subversiva. El 19 de enero de 1974 la prensa colombiana reconoce que los han engañado y que con mentiras han publicado anuncios publicitarios de la recién organizada guerrilla del M-19. Por su parte los guerrilleros consideraron este su primer golpe.
Por esa misma época empieza a circular la Revista Alternativa, proyecto periodístico de la izquierda colombiana, en la cual participaron algunos miembros del M-19 y la revista Mayorías de la Anapo Socialista.

#### Robo de la espada de Bolívar
A la actividad publicitaria sucedió el robo de la espada de Simón Bolívar en la toma de la Quinta de Bolívar ubicada en el centro de Bogotá realizada el 17 de enero de 1974, por un comando guerrillero dirigido por Álvaro Fayad dándose a conocer el M-19 como grupo insurrecto de ideología bolivariana. Al ingresar, el grupo dio proclamas y dejó un comunicado adjudicándose el hurto. Ese mismo día ingresaron y asaltaron el Concejo de Bogotá.

"Bolívar, tu espada vuelve a la lucha. Con el pueblo, con las armas, al poder"

"Bolívar no ha muerto. Su espada rompe las telarañas del museo y se lanza a los combates del presente. Pasa a nuestras manos y apunta ahora contra los explotadores del pueblo".
Movimiento 19 de Abril

### Durante la presidencia de Alfonso López Michelsen (1974-1978)
En esta primera etapa del M-19 se presentaron secuestros, robos de armas y la creación de guerrillas móviles en algunas regiones del país. El M-19 anunció respaldo al movimiento obrero del país.

#### Secuestro y asesinato de José Raquel Mercado
El 15 de febrero de 1976, fue secuestrado José Raquel Mercado, quien era el presidente de la Confederación de Trabajadores de Colombia (CTC) por los "Comandos Simón Bolívar y Camilo Torres Restrepo", acusado en un comunicado de dos páginas, de "traición a la patria, a la clase obrera y de enemigo del pueblo", y el 19 de abril de 1976 lo asesinaron y dejaron su cadáver en la glorieta de la calle 63 con carrera 50 en Bogotá, en un hecho que conmocionó al país.

"La decisión de ajusticiarlo la sometimos al veredicto popular. La gente escribió en las calles sí; escribió no; la CTC hizo una gran campaña de carteles para que no lo fusiláramos; los sindicatos discutieron el asunto; algunos miembros de la CTC dijeron incluso, públicamente, que a Mercado había que ajusticiarlo... Él estaba entregado totalmente al imperialismo. En el interrogatorio que le hicimos reconoció que trabajaba para los norteamericanos, que recibía de ellos cuantiosos cheques. Nosotros editamos quinientos mil ejemplares de un folleto en el que presentábamos las pruebas en su contra."
Jaime Bateman. Declaración sobre la muerte de José Raquel Mercado

#### Secuestro de Hugo Ferreira Neira
En 1977 se presenta el secuestro del exministro y gerente de Indupalma Hugo Ferreira Neira en apoyo a las huelgas realizadas por los trabajadores de esa empresa, fue liberado en el Paro Cívico Nacional de 1977 al cumplirse las exigencias del grupo: que se contratará de manera directa a alrededor de 1700 trabajadores y los tuviera en mejores condiciones.

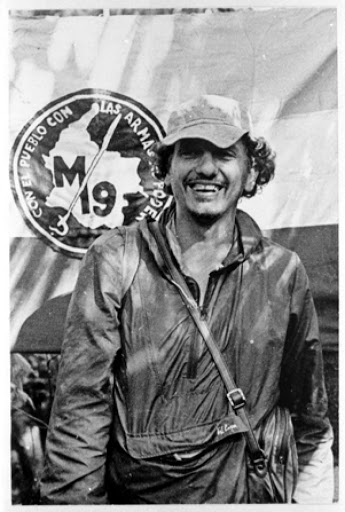
Jaime Bateman Cayón, Comandante máximo del M-19 entre 1974-1983

### Durante la presidencia de Julio César Turbay (1978-1982)
Desde 1978 al asumir la presidencia Turbay, el M-19 debió afrontar el Estatuto de seguridad, y muchos de sus militantes serían detenidos, capturados o torturados. Durante el gobierno de Julio César Turbay (1978-1982), las confrontaciones aumentaron con los operativos militares, y las operaciones del M-19, movilizando la guerra a otros lugares, se registraron varios hechos notables, bajo la comandancia de Jaime Bateman Cayón.

#### Robo de armas del Cantón Norte
El Robo de armas del Cantón Norte o denominada por el M-19 como Operación Ballena Azul. Desde una residencia aledaña a la base militar, guerrilleros del M-19 construyeron un túnel de más de 80 metros de longitud, que atravesaba la calle y llegaron a la guarnición militar conocida como Cantón Norte en Usaquén, al norte de Bogotá, el 31 de diciembre de 1978. El grupo guerrillero sustrajo más de cinco mil armas (incluyendo el fusil de Camilo Torres Restrepo), que fueron rápidamente recuperadas, en su mayoría, por la presión por parte del Gobierno. Gran parte del M-19 sufrió una fuerte represión por las Fuerzas Militares y muchos de sus miembros fueron encarcelados. También se denunciaron torturas y violencia sexual a los detenidos. En diciembre de 1979, Carlos Toledo Plata, brindo una entrevista al diario español El País, hablando sobre su historia dentro de la organización, motivaciones y experiencias en su lucha contra el estado colombiano.

#### Toma de la embajada de la República Dominicana
El 27 de febrero de 1980  se llevó a cabo la denominada Operación Libertad y Democracia  por un grupo de dieciséis guerrilleros del M-19 al mando de Rosemberg Pabón, alias Comandante Uno y de Luis Otero Cifuentes como autor intelectual, tomaron la Embajada de la República Dominicana mientras se celebraba una recepción diplomática con objeto de conmemorar la fiesta nacional de ese país. Entre los rehenes había representantes diplomáticos de varios países, incluyendo al embajador de Estados Unidos, Diego Cortes Ascencio, y el Nuncio Apostólico. El M-19 pedía la liberación de cerca de 320 presos políticos, detenidos poco tiempo después del robo de armas del Cantón Norte. A los pocos días se escapó el embajador uruguayo Fernando Gómez Fynn. Después de 61 días de negociaciones con Carmenza Cardona, alias "La Chiqui" (ideóloga del M-19), liberaron a los rehenes. El comando guerrillero entregó a los diplomáticos retenidos y viajó a Cuba. Como consecuencia de la acción represiva contra sus células en las ciudades, el M-19 limitó su carácter urbano y se replegó a las montañas, pero este era un campo que no conocían y sufrieron varios reveses, como en la Operación Córdova en Chocó, y en la Frontera con Ecuador.
El 19 de enero de 1981, un grupo al parecer disidencias del M-19 realizó el secuestro y asesinato del misionero y lingüista estadounidense Chester Allen Bitterman, quien fue hallado muerto en un bus el 7 de marzo de 1981.

#### Secuestro de Martha Nieves Ochoa y guerra con el MAS
El 12 de noviembre de 1981, cerca a la Universidad de Antioquia, el M-19 secuestró a Martha Nieves Ochoa, hermana de Fabio Ochoa Vásquez, Juan David Ochoa y Jorge Luis Ochoa, conocidos como los hermanos Ochoa, quienes eran socios del Cartel de Medellín. Una semana después, el 19 de noviembre de 1981, el M-19 intentó secuestrar al narcotraficante y miembro del Cartel de Medellín, Carlos Lehder, pero Lehder se escapó mientras lo trasladaban en un carro. Meses después, los militares informaron a uno de los jefes del Cartel de Medellín, Jorge Luis Ochoa, que habían interceptado grabaciones del M-19, en las que supuestamente planeaban secuestrar al narcotraficante, lo que provocó la inmediata reacción de la mafia, reuniendo un ejército privado al que se denominó MAS (Muerte a Secuestradores). Ese mismo año, poco después de la creación del MAS, Ochoa pidió ayuda al capo del narcotráfico y jefe del Cartel de Medellín, Pablo Escobar. El MAS, a través de secuestros intimidatorios de treinta personas, entre las cuales estaban tres de los comandantes del M-19 en Medellín (Guillermo Elvencio Ruiz, Luis Gabriel Bernal y alias "Pablo Catatumbo"), logró la liberación de la plagiada con la mediación de Omar Torrijos. El MAS continuó con los asesinatos sistemáticos, debilitando al M-19 en Antioquia y el Magdalena Medio, principalmente capturando a varios miembros del M-19. El 27 de enero de 1982, el M-19 realizó el secuestro del Boeing 727 de Aerotal en Bogotá. Supuestamente, vinieron acuerdos de paz posteriores entre Iván Marino Ospina (quien sería asesinado en 1985) y Pablo Escobar.
El 9 de junio de 1982, se levantó el estado de sitio por recomendación de la Comisión Interamericana de Derechos Humanos.

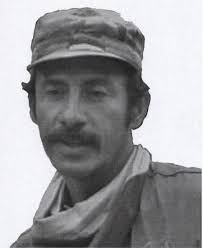
Iván Marino Ospina Comandante del M-19 entre 1983-1985.

### Durante la presidencia de Belisario Betancur (1982-1986)
Durante el gobierno de Belisario Betancur (1982-1986), Jaime Bateman Cayón, por entonces dirigente máximo del M-19, propuso al gobierno celebrar una reunión en Panamá con el propósito de adelantar diálogos que permitieran solucionar el conflicto, lo que denominaba como el "Sancocho Nacional". Sin embargo, Bateman muere el 28 de abril de 1983, en un accidente de avión, y las negociaciones se suspendieron. El gobierno aprobó la Ley 35 de 1982 de amnistía, y continuaron los enfrentamientos entre el M-19, la fuerza pública y los grupos paramilitares. En 1984 se firman los Acuerdos de Corinto, Hobo y Medellín negociados en conjunto con el EPL, afectados por las fuerzas en contra de los diálogos. En esta etapa se aumentó la confrontación militar contra las Fuerzas Militares y los grupos paramilitares, el M-19 (con algunas acciones colectivas con otras guerrillas), además de la guerra sucia contra militantes de izquierda.

#### Acuerdos de Corinto, Hobo y Medellín
Al volver Carlos Pizarro de Cuba donde se instruyó en nuevas tácticas militares, se hace cargo del Frente Occidental (Cauca, Valle del Cauca). El M-19 buscaba la unidad guerrillera y conforma la Coordinadora Nacional Guerrillera con el ELN, el EPL, el Movimiento Armado Quintín Lame y el Comando Ricardo Franco Frente-Sur (Disidencia de las FARC-EP). Tras el asesinato de Carlos Toledo Plata en Bucaramanga (Santander), el M-19 toma Yumbo (Valle del Cauca). Las conversaciones se reanudaron a pesar del atentado a Carlos Pizarro cuando se dirigía a Corinto y culminaron con la firma de los Acuerdos de Corinto (Cauca), en agosto de 1984, simultáneamente se firmaron acuerdos en Hobo (Huila), con el EPL en Medellín y con las FARC-EP en La Uribe (Meta), en los que se planteó un cese al fuego y la continuación de los diálogos para la futura desmovilización del grupo guerrillero. Sin embargo, sectores opuestos a los acuerdos, tanto en el gobierno como en el Ejército Nacional y en la guerrilla que sabotearon las conversaciones.

#### Batalla de Yarumales
Entre diciembre de 1984 y enero de 1985 se presentó la Batalla de Yarumales en el marco de la Operación Garfio del Ejército Nacional, la más prolongada que ha ocurrido en territorio colombiano, (la batalla de Palonegro en la guerra de los Mil Días, entre liberales y conservadores, duró dos semanas) donde el M-19 resistió el ataque al Campamento de la Libertad, logró defender y mantener su posición en Corinto (Cauca), bajo la dirección de Carlos Pizarro, el grupo denominó esta batalla como parte de la Campaña De pie Colombia.

#### Campaña de pie Colombia y Masacre del Suroriente de Bogotá
En 1985 se presentó la Campaña de pie Colombia ante el rompimiento de los acuerdos de Corinto que comprendió acciones urbanas en las principales ciudades. Del 13 al 17 de febrero se realizó en Los Robles (Cauca) el Congreso de la paz y la democracia en el cual participaron otras organizaciones guerrilleras y políticas. Para el 5 de marzo inicia la instalación pública de los Campamentos Urbanos Populares para la Paz del M-19 en Cali, Bogotá, Medellín, Zipaquirá, Barranquilla y Bucaramanga. El 15 de marzo de 1985 se realizó la marcha de "Desagravio a la paz y la democracia" convocada por el M-19 en Bogotá. En abril se militarizan las ciudades en el aniversario del M-19, el 23 de mayo el atentado contra Antonio Navarro, y en junio se presentó un Paro Cívico Nacional y la Toma de Génova (Quindío),  la muerte de Iván Marino Ospina el 28 de agosto en Cali, en septiembre se presentó el secuestro de Camila Michelsen, hija del banquero Jaime Michelsen Uribe del grupo Grancolombiano que había estafado a sus ahorradores; y la Fuerza Pública perpetra la masacre del Suroriente de Bogotá en por la cual en 1997 Comisión Interamericana de Derechos Humanos (CIDH) determinó la ejecución extrajudicial de 11 personas: 10 militantes y 1 civil, por la Fuerza Pública el 30 de septiembre de 1985 tras el robo de un camión de Leche, en octubre de 1985 se presentó el intento de asesinato del general Rafael Samudio Molina, el asalto al Batallón Cisneros en Armenia y se registran enfrentamientos en Valle del Cauca, Cauca y Tolima.

#### Toma del Palacio de Justicia
El 6 y 7 de noviembre de 1985, el M-19 protagonizó la toma del Palacio de Justicia, hecho que aún hoy en día continúa dividiendo a la opinión pública colombiana, sobre los motivos y objetivos de la toma y las responsabilidades sobre los muertos y desaparecidos. Denominada Operación Antonio Nariño por los Derechos del Hombre, el Comando Iván Marino Ospina del M-19 compuesto por 35 guerrilleros al mando de Andrés Almarales y Luis Otero Cifuentes, ocupó con armas y tomó rehenes en el Palacio de Justicia, en la Plaza de Bolívar del centro de Bogotá, exigiendo que se citase al presidente a juicio político por los incumplimientos a los Acuerdos de Corinto en 1984. La rápida reacción de las FF.MM con el 'Plan de Defensa Nacional Tricolor 83' con el uso de 8 blindados ligeros EE-09 cascavel, y del COPES de la Policía Nacional durante la retoma. La toma y la retoma dejan 94 muertos, incluyendo a 11 magistrados de la Corte Suprema de Justicia, debido al fuego cruzado del Ejército Nacional y del M-19. El incidente continúa sin ser esclarecido totalmente. En años recientes se ha comprobado que civiles que habían salido con vida del edificio fueron torturados, ejecutados y desaparecidos por el Ejército Nacional, hechos por los cuales algunos oficiales y suboficiales han enfrentado juicios, entre ellos el coronel (r) Alfonso Plazas Vega (absuelto en 2015) y el general (r) Jesús Armando Arias Cabrales (Condenado a 35 años de prisión en 2011, condena ratificada en 2019; quedó en libertad en 2020 al ingresar a la Jurisdicción Especial para la Paz). La Corte Interamericana de Derechos Humanos declaró en 2014 responsable al Estado colombiano por "ciertas violaciones de derechos humanos". Del Comando guerrillero, Clara Helena Enciso logró salir con vida, Irma Franco salió y fue desaparecida, Alfonso Jacquin, Andrés Almarales y William Almonacid salieron con vida y ejecutados. Tanto Almarales como Almonacid fueron encontrados en el Palacio. Según declaraciones de Jhon Jairo Velásquez alias ‘Popeye’ del Cartel del Medellín y de Carlos Castaño, supuestamente Pablo Escobar había financiado la toma con 2 millones de dólares. En 2020 ante la Comisión de la Verdad exmilitantes del M-19 reconocieron que la toma fue una decisión errada pero que de ninguna manera fue financiada por Escobar, ya que fue un operativo con objetivos políticos de acuerdo al contexto de la guerra, la situación financiera del grupo y a la guerra con el MAS (Cartel de Medellín). La existencia de copias de los expedientes y de las solicitudes de extradición en la cancillería y la embajada americana desvirtúa que la quema de expedientes fuera la razón de la operación guerrillera. En cambio, algunos de los exmiembros del M-19, como familiares de las víctimas han afirmado que la quema de los archivos se debió a una acción deliberada por parte de oficiales de Inteligencia Militar. 

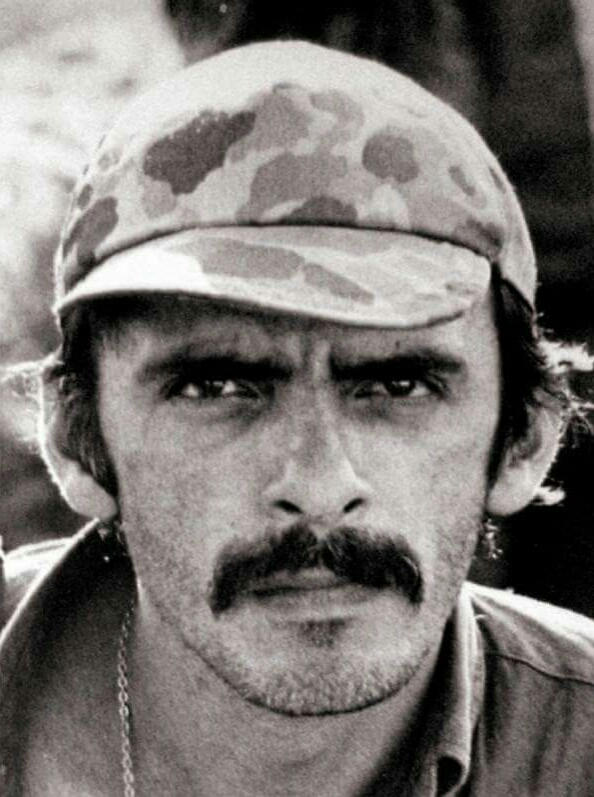
Álvaro Fayad, Comandante del M-19 entre 1985-1986.

Después de la Toma del Palacio de Justicia, se registraron la Tragedia de Armero (el M-19 declaró suspendidas sus operaciones por la tragedia, toda vez que enviaron varios contingentes de guerrilleros desde Antioquia y Cauca en calidad de socorristas y enfermeros por órdenes de Álvaro Fayad y Carlos Pizarro) y los asesinatos de Ricardo Lara Parada (excomandante del ELN), de Oscar William Calvo (comandante político del EPL) y realiza la Toma de Urrao (Antioquia) junto al EPL. Se presentó la Masacre de Tacueyó (Cauca) por el Comando Ricardo Franco Frente Sur (disidencia de las FARC-EP) tras lo cual esta organización fue expulsada de la Coordinadora Nacional Guerrillera y el M-19 no solamente rompe definitivamente sus relaciones con el CRF, sino que además denuncian públicamente la masacre a los entes de control, a las autoridades policiales y militares y a los medios masivos de comunicación.

#### Batallón América
A finales de 1985 y durante 1986 luego del fracaso de la Toma del palacio de justicia y las muertes de sus comandantes (Carlos Toledo Plata en 1984, Iván Marino Ospina en 1985) y los enfrentamientos con el Comando Ricardo Franco Frente-Sur, se conformó en el Occidente del país (Cauca y Valle del Cauca) el Batallón América. El batallón estaba integrado por unos 500 hombres del M-19 y del Movimiento Armado Quintín Lame, de Colombia; de Alfaro Vive, de Ecuador, y el Movimiento Revolucionario Tupac Amaru, de Perú con el objetivo de tomarse la ciudad de Cali con el apoyo de las milicias populares. El Batallón América estuvo comandado por Carlos Pizarro y Gustavo Arias Londoño. En febrero de 1986 fue secuestrado y asesinado Augusto Lara Sánchez, representante político del M-19.

#### Muertes de Álvaro Fayad y Gustavo Arias Londoño
El 13 de marzo de 1986 Álvaro Fayad fue asesinado en un operativo de la Policía Nacional en el barrio Quinta Paredes de Bogotá, donde también fue asesinada Cristina Martá, esposa del compositor Raúl Rosero Polo en estado de embarazo y solo sobrevivió su hijo de 8 años. Mientras el 24 de julio de 1986 fue asesinado Gustavo Arias Londoño 'Boris' en Andes (Antioquia) donde había sido detenido por la Policía Nacional de Colombia, cuando se dirigía a una reunión de comandantes de la Coordinadora Nacional Guerrillera. En mayo de 1986 el M-19 atacó la embajada de Estados Unidos y las instalaciones de Coca-Cola en Bogotá, y en junio realizó un atentado al ministro de gobierno Jaime Castro.

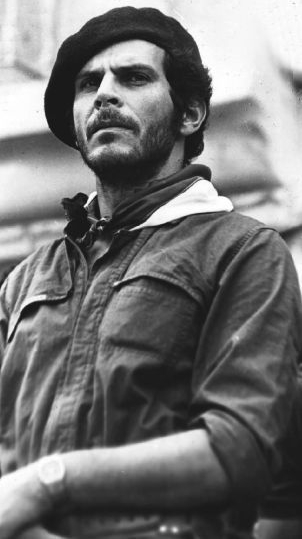
Carlos Pizarro Leongómez, último Comandante del M-19 entre 1986-1990.

### Durante la presidencia de Virgilio Barco (1986-1990)
Durante el gobierno de Virgilio Barco (1986-1990), el 7 de agosto de 1986 el M-19 realizó la Toma de Nemocón (Cundinamarca) y de Belalcázar (Cauca), en 1987 realizó el robo de los restos de Juan Agustín Agualongo, héroe fiel a la Corona española, líder de las milicias que lucharon contra los independentistas. Sus restos fueron devueltos en 1990.

#### Coordinadora Nacional Guerrillera y Coordinadora Guerrillera Simón Bolívar
En los años 80 el M-19 conformó la Coordinadora Nacional Guerrillera (CNG), una coalición guerrillera entre el M-19 y las guerrillas comunistas del momento (a excepción de las FARC-EP), en asociación con el Comando Ricardo Franco Frente-Sur (Expulsado tras la Masacre de Tacueyó) y el Movimiento Armado Quintín Lame. En 1987, esta agrupación se reestructuró, tras una reunión de representantes del M-19 y Alfonso Cano de las FARC-EP en el Sumapaz, sumándose a la misma las Fuerzas Armadas Revolucionarias de Colombia Ejército del Pueblo (FARC-EP), el Ejército Popular de Liberación (EPL), el Partido Revolucionario de los Trabajadores (PRT) y la Unión Camilista - Ejército de Liberación Nacional (UC-ELN) y se dio a conocer como Coordinadora Guerrillera Simón Bolívar (CGSB). El propósito de esta organización era presentar un frente unido en las negociaciones de paz emprendidas con el gobierno y realizar acciones armadas conjuntas. Lo cual se daría a partir de acciones conjuntas entre el EPL y el M-19 principalmente en Antioquia; el M-19 y el M.A. Quintín Lame en el Cauca.

#### Secuestro de Álvaro Gómez Hurtado
El 29 de mayo de 1988, el dirigente conservador Álvaro Gómez Hurtado fue secuestrado en Bogotá por el M-19. En ese entonces cambia la estrategia del M-19 se propone entonces 'Guerra a la oligarquía, paz a las Fuerzas Armadas, y vida a la Nación'. El grupo exigió a cambio de su liberación nuevos diálogos de paz y el establecimiento de una Asamblea Nacional Constituyente. Durante el cautiverio que duró 53 días, Gómez intercambió cartas con el comandante Carlos Pizarro. Al momento del plagio, miembros del M-19 asesinaron al escolta Juan de Dios Hidalgo.El 20 de julio de 1988 se concretó la liberación de Álvaro Gómez.

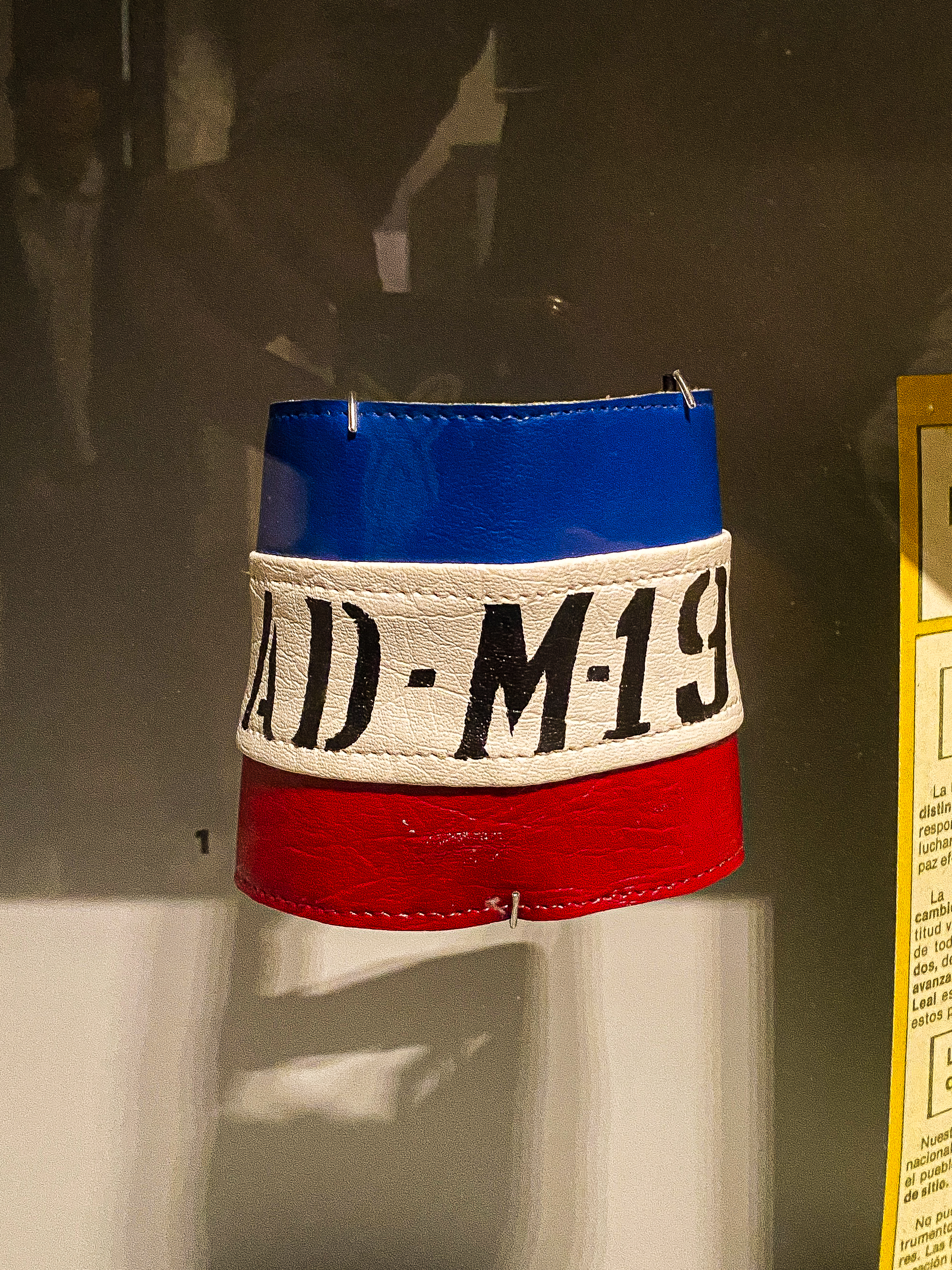
Brazalete de la Alianza Democrática M-19.

## Proceso y acuerdo de paz
Las negociaciones de paz se adelantaron durante el gobierno de Virgilio Barco entre el Consejero de Paz de la Presidencia, Rafael Pardo como representante del gobierno y Carlos Pizarro Leongómez acompañado por Germán Rojas, Marcos Chalita y Antonio Navarro.Tuvieron la participación de la sociedad civil y de la Iglesia Católica a través de la Comisión de Convivencia Democrática y de la Comisión de Notables. Realizaron foros en distintas regiones del país como Cauca, Tolima y Magdalena Medio. Se conformaron Mesas de Análisis y Concertación, acordadas por ambas partes, participaron entre abril y octubre de 1989 por los guerrilleros del M-19, representantes del gobierno, los partidos Liberal y Conservador, gremios, sindicatos, universidades y organizaciones sociales y populares y la Iglesia como tutora moral del proceso.  La Internacional Socialista participó como garante y testigo del proceso y del acuerdo de paz.
Este proceso duro 14 meses y fue iniciado en enero de 1989 y finalizó con la firma del acuerdo de paz el 9 de marzo de 1990. Fue el primer grupo en desmovilizarse en Colombia y en obtener participación política. La decisión de desmovilizarse sería seguida por el MAQL, el EPL, la CRS y algunos sectores del ELN.En 1989 en medio de las negociaciones fue asesinado en Bogotá Afranio Parra junto a otros militantes del M-19 por la PolicÍa Nacional.

### Acuerdo de paz
El acuerdo de paz contenía 10 puntos, 7 de carácter político e implicó el indulto con la Ley 77 de 1989 a los miembros del M-19 y permitió su participación en la Asamblea Nacional Constituyente de 1991, para modificar la constitución la cual hasta entonces no garantiza la creación y desarrollo de otros partidos políticos diferentes a los dos partidos tradicionales, ni daba espacio de representación a las minorías.  En julio de 1992 fue aprobada la Ley 7 de 1992, de indulto y amnistía al M-19, ponencia del entonces senador Álvaro Uribe.

### Desmovilización y reinserción
Ante la negativa del gobierno de hacer una consulta popular que autorizara el cambio constitucional incluyendo una opción en las papeletas para las votaciones generales del 11 de marzo de 1990, movimientos sociales y los estudiantes, en particular los de las Universidades Públicas, decidieron hacer un movimiento a nivel nacional para que la población incluyera una "Séptima papeleta" que aglomeró mucho respaldo. El ejecutivo conformó una Asamblea Nacional Constituyente.
El 8 de marzo de 1990 realizaron la dejación de armas en su campamento de Santo Domingo (Cauca), liderados por su entonces comandante máximo Carlos Pizarro, bajo la vigilancia de varios militares en retiro, que fueron delegados por la Internacional Socialista, así como representantes de los gobiernos de Ecuador, Perú y Bolivia. el 9 de marzo fue el acto oficial en Caloto (Cauca), el Frente Sur se desmovilizó en Suaza (Huila) y en la tarde de ese día, la firma de la desmovilización entre el presidente Virgilio Barco y Carlos Pizarro, para convertirse en grupo político que se conoció como Alianza Democrática M-19.

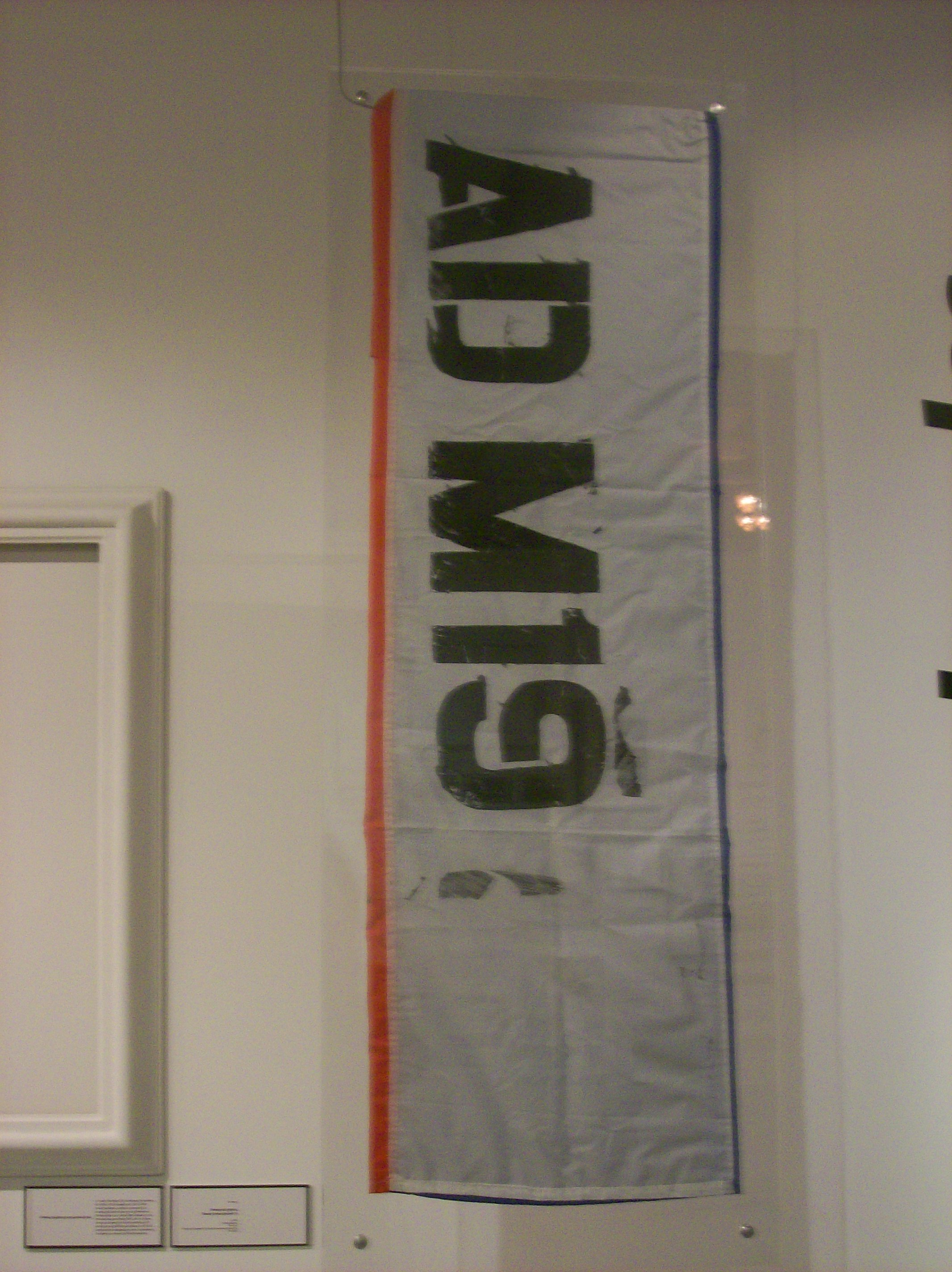
Bandera del AD M-19 en el Museo Nacional de Colombia.

"¡Oficiales de Bolívar, rompan filas!"
Carlos Pizarro Leongómez, última orden dejación de armas por el M-19.

Las armas del M-19 fueron fundidas en lingotes para la realización de un monumento la cual no se ha llevado a cabo. Varios de los excombatientes del M-19 y otros grupos guerrilleros fueron capacitados por la Universidad Pedagógica Nacional entre 1991 y 1996. También se capacitaron exmilitantes en la Universidad del Valle. La recopilación histórica sobre el M-19 se encuentra en el Centro de Documentación y Cultura para la paz.

### Alianza Democrática M-19
A partir del acuerdo de paz entre el gobierno colombiano y el M-19, se crea el partido político Alianza Democrática M-19, el cual tuvo 19 puestos en la Asamblea Nacional Constituyente de 1991, y tuvo actividad legislativa hasta 1994, su último candidato presidencial fue Germán Rojas Niño, quien participó en las Elecciones presidenciales de Colombia de 1998.Algunos de sus miembros a otros movimientos políticos, y en otros casos, fundando nuevas agrupaciones políticas, tales como el Polo Democrático Alternativo con Antonio Navarro (derivado de la ANAPO), la Colombia Humana, liderada por el actual presidente de Colombia Gustavo Petro, y el cambio o unión a otros partidos políticos de algunos de sus líderes, como por ejemplo Everth Bustamante al unirse al partido Centro Democrático.

### Asesinato de Carlos Pizarro y elecciones presidenciales de 1990
El asesinato de Carlos Pizarro, candidato a la Presidencia de Colombia del partido político Alianza Democrática M-19 tuvo lugar el 26 de abril de 1990 en Bogotá, Colombia cerca a las 10:00 a. m. (UTC-5). Pizarro fue herido mortalmente por un disparo en la frente mientras iba en un avión con destino a Barranquilla, por un sicario trabajando en complicidad con el Departamento Administrativo de Seguridad (DAS). Antonio Navarro Wolff, reemplazo a Pizarro como candidato y consigue el tercer lugar en las votaciones detrás del elegido presidente César Gaviria Trujillo y Álvaro Gómez Hurtado con 739.320 votos, superando a su vez al candidato del partido conservador, Rodrigo Lloreda.

## Ideología y organización

### Ideología
El M-19 se caracterizó por la ideología nacionalista y bolivariana (reflejado en su simbolismo con la espada de Bolívar), se definió como anti oligárquica y antiimperialista (Con acciones de solidaridad con otros movimientos de su época), antiautoritaria, con aportes del socialismo democrático con movilización de masas (apoyo al movimiento obrero y estudiantil del país, su partido fue miembro de la Internacional Socialista),Aunque en un principio se inspiraron en guerrillas marxistas y fueron apoyados por el régimen castrista fue la única guerrilla no marxista del país junto al Movimiento Armado Quintín Lame. Su objetivo fue la instauración de una verdadera democracia participativa en Colombia, agruparon a varios sectores políticos del país. Propusieron un diálogo nacional 'Sancocho Nacional', entre su militancia y base social fue común 'la cadena de afectos'. Varios postulados de esta ideología son conservados por sus exmilitantes como: Vera Grabe, Gustavo Petro y Antonio Navarro quienes han ocupado cargos políticos importantes en el país.

### Estructura
El grupo guerrillero M-19 se definía como una organización político-militar, con una estructura interna de cuadros, centralizada, vertical, y compartimentada. El término Oficiales fue acuñado durante la VI conferencia (marzo de 1978), en la que todos los militantes pasan a ser oficiales en la medida en que están disponibles para realizar cualquier operativo e inclusive dirigirse a la zona rural. Con el tiempo incluirían estructuras móviles, debido a la necesidad de moverse entre zonas urbanas y rurales, la creación de comandos políticos, la formación de un comando legal de ex-presos políticos, un código de ética militar, y se incluyó a las mujeres en la Fuerza Militar. Los comandos de simpatizantes participaban en algunas operaciones armadas y propagandísticas. Los colaboradores, quienes ayudaban a la organización pero no formaban parte de ella.  También hicieron parte del M-19 en su parte urbana las Milicias Bolivarianas encargadas de redes de inteligencia y trabajo social en las regiones de Colombia.
| Estructura                                     | Características                                                              |
| ---------------------------------------------- | ---------------------------------------------------------------------------- |
| Comando Superior o Dirección Nacional del M-19 | Comandantes en jefe a nivel nacional.                                        |
| Oficiales Superiores                           | Comandantes de las 4 regionales.                                             |
| Oficiales Mayores                              | Jefes de columnas, conformadas por Oficiales primeros, segundos y oficiales. |
| Oficiales Primeros                             | Jefes de las columnas.                                                       |
| Oficiales Segundos                             | Jefes de los comandos base.                                                  |
| Oficiales                                      | Integrantes y militantes de los comandos base (De 3 a 5 integrantes).        |

El M-19 también se organizó en Frentes el Sur (Caquetá, Huila y Tolima), el Occidental (Cauca y Valle del Cauca) y 8 Regionales como la Regional de Bogotá, la Regional del Café (Quindío) la Regional del Oriente (Santander y César). Contaban con una Secretaría de Relaciones Internacionales que publicaba el Boletín Internacional.

### Conferencias del M-19
| Fecha           | Conferencia |
| --------------- | --- |
| 1973            | Primer Conferencia, paso de Comuneros a Movimiento 19 de abril.                                                                  |
| Enero de 1974   | Declaración política del M-19 |
| 1974-1976       | Segunda, tercera y cuarta conferencias en la Clandestinidad.                                                                     |
| Febrero de 1977 | Quinta Conferencia del M-19 |
| Marzo de 1978   | Sexta Conferencia del M-19 |
| Junio de 1979   | Séptima Conferencia del M-19 |
| 1982            | Octava Conferencia del M-19 en Caquetá.                                                                                          |
| Febrero de 1985 | Novena Conferencia del M-19 "Congreso de la Democracia"                                                                          |
| 1988            | Reunión de la comandancia del M-19, “Un solo propósito: la democracia, un solo enemigo: la oligarquía, una sola bandera: la paz‟ |
| Octubre de 1989 | Décima Conferencia del M-19 |

### Comunicaciones
El M-19 tuvo un blog y boletín llamado Oiga hermano, la cual emitió comunicados oficiales y prensa escrita del movimiento insurgente. Realizaron varias interferencias a radio y televisión llamada RTV-Venceremos. Tuvieron una cadena radial llamada Radio Macondo.En sus inicios producían una revista denominada Comuneros, posteriormente el grupo publicó su periódico llamado "M-19", el cual publicaban de manera mensual hasta 1982.

### Relaciones internacionales
El M-19 tuvo una secretaría de Relaciones Internacionales, mantuvo vínculos secretos con distintos gobiernos, incluyendo el de Cuba y Libia. Estos vínculos resultaron en apoyo logístico, de armamento y entrenamiento militar en la guerra de guerrillas y para fortalecer su capacidad operativa. Se relaciono también con el Frente Sandinista de Liberación Nacional de Nicaragua, con el Movimiento de Liberación Nacional-Tupamaros de Uruguay,con el Movimiento Revolucionario Tupac Amaru de Perú,con Alfaro Vive ¡Carajo! de Ecuador, con estos grupos intercambio guerrilleros, participó en eventos políticos y acciones armadas coordinadas. Además manifestó apoyo a la independencia de Palestina, y a otras causas del tercer mundo.

## Acciones armadas
El M-19 realizó acciones armadas como robos de bancos, de armas (como el robo de armas del Cantón Norte), de camiones de leche (uno de los cuales terminó en la Masacre del Suroriente de Bogotá por la Fuerza Pública), y de elementos históricos (como el robo de la espada de Bolívar y de los restos de Agustín Agualongo). Además realizó secuestros (con 394 víctimas) con fines políticos, de propaganda y económicos, varios de los cuales terminaron en asesinatos, así mismo realizó secuestros aéreos. Se reconoce su autoría en 122 ataques contra bienes civiles y/o públicos (actos de sabotaje). Ejecutó tomas de emisoras, periódicos, a la embajada de la República Dominicana  y la Toma del Palacio de Justicia. Durante su guerra con el gobierno colombiano mantuvo batallas, enfrentamientos y ejecutó ataques a la Fuerza Pública, también realizó 48 tomas guerrilleras de poblaciones la primera en 1978 y la última en 1988 (el 2,7 por ciento de las tomas durante 1965-2013).Realizó ataques al Palacio de Nariño, a las embajadas de Estados Unidos, Nicaragua e Israel. En sus alianzas con otros grupos guerrilleros ejecutaron acciones conjuntas y participó en acciones en otros países como Ecuador y Perú.

## Disidencias armadas
Tras su desmovilización, unos pocos miembros del M-19 consideraron como una traición tal acto, y decidieron continuar con la lucha armada urbana, mientras que otros se fusionaron con las restantes guerrillas como las FARC-EP y el ELN, el caso del Movimiento Jaime Bateman Cayón activo a mediados de los 90 en el Cauca, Valle del Cauca, Quindío y Risaralda. Algunos grupos armados reclamaron ser los legítimos herederos del M-19 bajo distintas denominaciones y realizaron atentados y acciones subversivas como encapuchados, lanzando bombas molotov, papas bombas y elementos contundentes al enfrentarse a los distintos escuadrones del ESMAD. Se cree que se encuentran en algunas universidades públicas colombianas. Los movimientos que se proclaman como sus supuestos sucesores, en contraste con su ideología original de un estado nacionalista y democrático, con los postulados de sus "actuales" sucesores, que son una suma de ideologías de extrema izquierda, e incluso de la anarquía, tales como Clan-destinos, Clanes Estudiantiles, Klan Rebelión Estudiantil, Kolecktivo S.U.R, Juventudes M-19 y el Movimiento Jaime Bateman Cayón. Varios de estos colectivos tomaron relevancia en el contexto del Paro Nacional de 2019 y  2021 y los hechos del 9 y 10 de septiembre de 2020. 

## Menciones audiovisuales
- La toma de la Embajada (2000), película de Ciro Durán  sobre la Toma de la Embajada de la República Dominicana que muestra retrospectivamente apartes de esta toma guerrillera.
- Pizarro (2015), un documental de Simón Hernández y María José Pizarro, realizado por La Popular y Señal Colombia.[198][199]
- Antes del fuego, (2015), narra los días previos a la Toma del Palacio de Justicia.
- 28 horas bajo fuego, El documental de Adriana Villamarín y Juan Antonio Vanegas Mejía, sobre la Toma del Palacio de Justicia.[200]
- Siempreviva, (2015) película basada en la obra de teatro de Miguel Torres estrenada en 1994, narra la Toma del Palacio de Justicia desde la perspectiva de las víctimas.
- Los fantasmas de Yarumales (2016), un documental de Pacifista sobre la Batalla de Yarumales en 1985.[201] ¡Pacifista! presenta: Los fantasmas de Yarumales
- La toma, documental de Miguel Salazar, narra la Toma del Palacio de Justicia 26 años después de que sucedieran.
- En el episodio 4 de la serie Narcos, producida por Netflix, el narrador dice que Pablo Escobar fue quien orquestó la Toma del Palacio de justicia, para quemar los expedientes sobre narcotráfico.
- En la serie Colombiana Escobar, el patrón del mal se hace alusión al M-19 siendo nombrado en la serie como MR20 y se alude también a la AD M-19 como Movimiento Bolivariano.
- En el Episodio 13 de la temporada 1 de la serie El General Naranjo, producida por FOX. Se muestra una representación ficticia de la Toma del Palacio de Justicia siendo nombrado en la serie como G-31.